# Günter Fredrich
Günter Fredrich (* 18. April 1927 in Greifswald; † 8. September 2008) war ein deutscher Komponist, Dirigent und Musikpädagoge und Hochschullehrer an der Hochschule für Musik Franz Liszt Weimar.

## Leben
Nach dem Zweiten Weltkrieg übernahm Fredrich zunächst die Leitung des 1926 von Walter Rein gegründeten Kammerchors an der Hochschule für Musik Franz Liszt Weimar. Zu seinen Kompositionen zählen u. a. mehrere Lieder für die Weltfestspiele der Jugend und Studenten. Die Texte dichtete Armin Müller. Bekannt geworden ist das für die 3. Weltfestspiele unter dem Titel: Im August blüh’n die Rosen von 1951. Im Jahre 1963 gründete der Rat der Stadt Weimar die Weimarer Singakademie an der Musikhochschule Franz Liszt, deren Leitung Günter Fredrich übernahm.
Er hatte zahlreiche erfolgreiche Schüler. Eine davon ist María Felicia Pérez.
Der Katalog der Deutschen Nationalbibliothek verzeichnet 32 Kompositionen Fredrichs und zwei Bearbeitungen zu Stücken von Franz Schubert.

## Ehrungen
- 1964 Literatur- und Kunstpreis der Stadt Weimar.
- 1969 Nationalpreis der DDR II. Klasse für Kunst und Literatur